# Еберхард фон Вюртемберг (1545–1568)
Еберхард фон Вюртемберг (на немски: Eberhard von Württemberg; * 7 януари 1545 в Мьомпелгард; † 2 май 1568 в Гьопинген) е наследствен принц на херцогство Вюртемберг.
Той е най-голямото дете на херцог Христоф фон Вюртемберг (1515 – 1568) и съпругата му Анна Мария фон Бранденбург-Ансбах (1526 – 1589), дъщеря на маркграф Георг фон Бранденбург-Ансбах (1484 – 1543).
Еберхард умира на 23 години на 2 май 1568 г. в Гьопинген. Наследен е от по-малкия му брат Лудвиг (1554 – 1593).